# Fabrice Muamba
Fabrice Ndala Muamba, född 6 april 1988 i Kinshasa, är en före detta engelsk fotbollsspelare som spelade som mittfältare för Premier League-klubben Bolton Wanderers. Den 15 augusti 2012 meddelade Muamba att han slutar med professionell fotboll efter att ha drabbats av en hjärtattack.

## Tidigt liv
Muamba föddes i Kinshasa, DR Kongo. Hans far flydde landet 1994 på grund av sina politiska åsikter och kom till England som flykting. 1999 fick han beskedet att han kunde stanna med resten av familjen i England. De flyttade till östra London, där Muamba gick på Kelmscott School i Walthamstow. Efter att ha kommit till England som 11-åring kunde han inte engelska, fick han träna A-level i skolan, men i skolfotbollen var han en stjärna.

## Klubbkarriär

### Arsenal
Muamba började spela för ett av Arsenals ungdomslag 2002 och i augusti 2004 blev han uppflyttad till ungdomsakademin. I oktober 2005 skrev Muamba på sitt första proffskontrakt med Arsenal. Muambas A-lagsdebut blev i en Ligacup-match borta mot Sunderland den 25 oktober 2005 inför 47 000 åskådare på Stadium of Light.

### Birmingham City
I augusti 2006 blev Muamba utlånad till Birmingham City under en säsong. Efter en trög start på säsongen hittade Muamba formen och hans spel liknade mer och mer som hans förebild Patrick Vieiras spel. Muamba imponerade så mycket på tränaren Steve Bruce att han fick en ordinarie plats i startelvan på det centrala mittfältet. Fansen var också imponerade, och röstade fram honom till Säsongens unga spelare.
I maj 2007 skrev Muamba på för Birmingham City. Han skrev på ett tre-årskontrakt för cirka fyra miljoner pund. Den 12 mars 2008 gjorde han sitt första mål för klubben i en förlustmatch mot Portsmouth. Han spelade 37 matcher Birmingham City men de åkte dock ur Premier League den säsongen.

### Bolton Wanderers
Muamba skrev på för Bolton Wanderers den 16 juni 2008. Kontraktet var på fyra år och Bolton Wanderers betalade fem miljoner pund med klausuler på upp till 750 000 euro.

#### Hjärtstopp på planen
Den 17 mars 2012 drabbades Muamba av ett hjärtstillestånd och kollapsade under första halvleken av kvartsfinalen i FA-cupen mellan Bolton och Tottenham Hotspur på White Hart Lane. Efter att ha fått långvarig uppmärksamhet på planen av medicinsk personal inklusive en kardiolog som var på matchen som supporter, togs Muamba till specialistenheten för hjärtstopp vid London Chest Hospital. Boltons tränare Owen Coyle och lagkaptenen Kevin Davies följde med Muamba i ambulansen. Matchen avbröts av domaren Howard Webb och Boltons nästa match mot Aston Villa, som skulle ha spelats tre dagar senare, sköts upp på begäran av klubben.

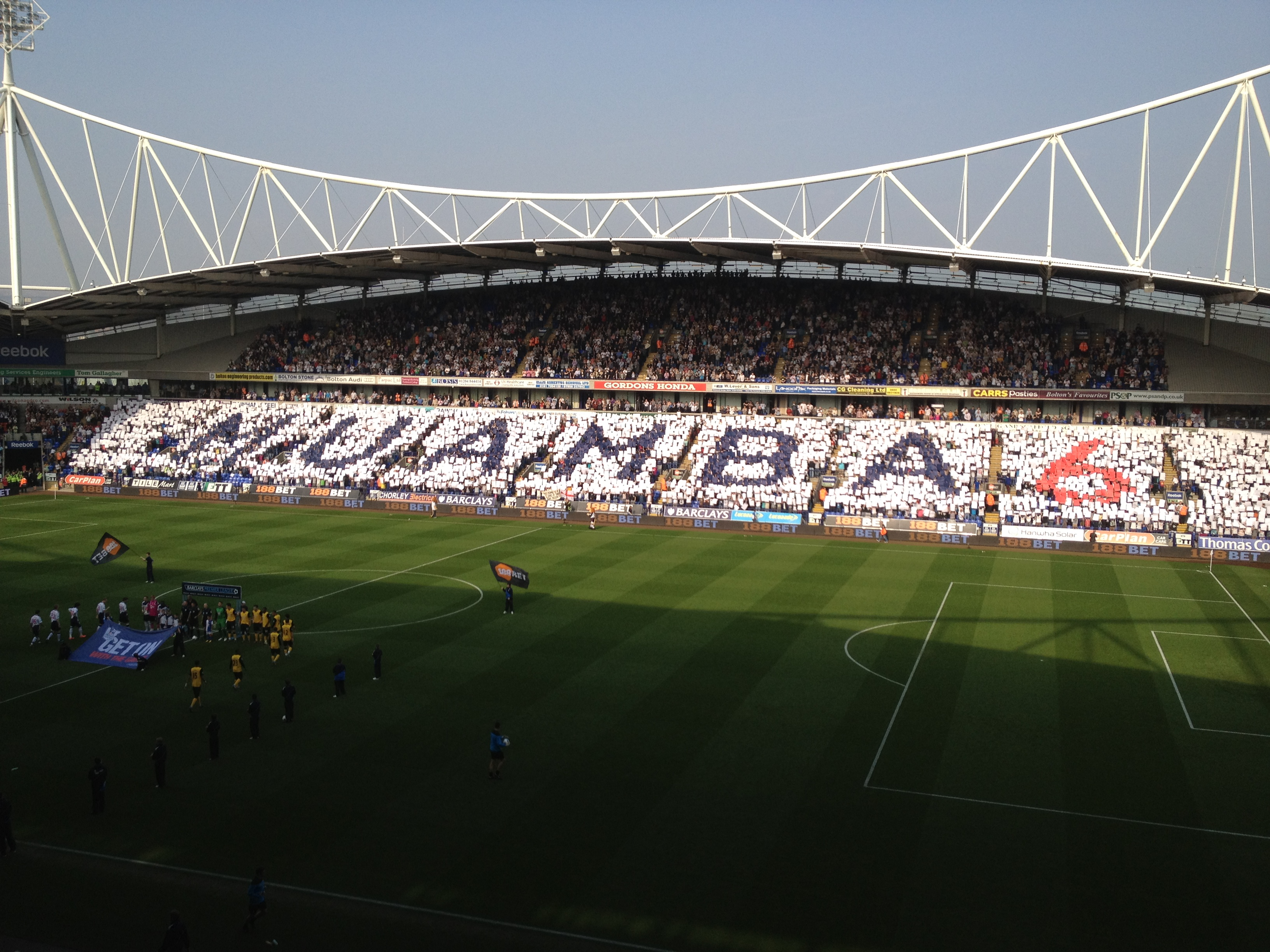
Boltons supportrar visar sitt stöd för Muamba i matchen efter händelsen.

Boltons klubbläkare bekräftade senare att Muamba hade fått många defibrillatorstötar både på planen och i ambulansen, men att hans hjärta hade slutat slå i 78 minuter. Spelaren hölls inledningsvis nedsövd på intensivvårdsavdelning. Den 19 mars kunde hans hjärta slå utan medicinering och han kunde röra sina armar och ben, och senare samma dag beskrevs hans tillstånd som "allvarlig" i stället för "kritisk" och han kunde känna igen familjemedlemmar och svara lämpligt på frågor. Den 21 mars berättade hans konsult att Muambas framsteg hade "överträffade våra förväntningar" och att trots att han stod inför en "lång återhämtningsperiod", "är ett normalt liv möjligt". Två veckor efter händelsen släpptes ett fotografi på Muamba sittande i sin sjukhussäng och le. Den 15 augusti meddelade han att han slutat med fotbollen. 

## Internationell karriär
Muamba skulle kunna spela för antingen Demokratiska Republiken Kongo eller England. På ungdomsnivå har han representerat England och bland annat varit lagkapten för U19-landslaget. Muamba blev för första gången uttagen till Englands U21-landslag i en match mot Rumäniens U21-landslag den 21 augusti 2007 på Ashton Gate i Bristol, då han blev inbytt i halvtid. Han spelade även för Englands U21-landslag i U21-EM 2009 där England kom på andra plats.

## Meriter

### Landslaget
- U21-EM: U21-EM 2009

### Personliga meriter
- Bästa unga spelare i Birmingham City 2006/2007